# 분키
분키(文亀, ぶんき)는 일본의 연호(元号) 중 하나이다.
- 전후 : 메이오(明応) 이후 - 에이쇼(永正) 이전.
- 시기 : 1501년 ~ 1503년
- 천황 : 고카시와바라 천황
- 쇼군 : 무로마치 막부의 아시카가 요시즈미

## 개원(改元)
- 메이오 10년 2월 29일(율리우스력 1501년 3월 18일), 신유혁명에 해당했으며, 새 천황의 치세가 시작됨에 따라 개원.
- 분키 4년 2월 30일(율리우스력 1504년 3월 16일), 에이쇼로 개원된다.

## 출전
『이아(爾雅)』의 「十朋之亀者、一曰神亀、（중략）、五曰文亀」.

## 분키 시기에 일어난 일

### 죽음
- 원년
  - 6월 27일 : 야나기와라 스케쓰나
  - 11월 18일 : 진보 나가노부
- 2년
  - 7월 30일 : 소기

## 서력과의 대조표
| 분키 | 원년   | 2년    | 3년    | 4년    |
| ---- | ------ | ------ | ------ | ------ |
| 서력 | 1501년 | 1502년 | 1503년 | 1504년 |
| 간지 | 신유   | 임술   | 계해   | 갑자   |

## 같이 보기
- 일본의 연호 일람

| 이전 메이오 | 일본의 연호 1501년 ~ 1504년 | 다음 에이쇼 |